# Pasăre răpitoare
Păsări răpitoare (sau de pradă) este un termen uzual pentru păsările diurne din ordinul Falconiformes și Accipitriforme sau pentru păsările nocturne din ordinul Strigiformă, speciile care fac parte din aceste ordine fiind o temă controversată. Cuprinde șapte familii. În grupa păsărilor răpitoare diurne sunt integrate ordinele Falconiformes și Accipitriforme cu familiile Accipitridae (ulii, șerparii), Falconidae (șoimii), Pandionidae (vulturul pescar), Sagittariidae (pasărea secretar) și Catartide (condorii). În grupa păsărilor răpitoare nocturne este încadrat ordinul Strigiformă cu familiile Strigidae și Tytonidae.

## Caractere generale
Corpul păsărilor răpitoare este robust cu piept dezvoltat, corpul fiind relativ scurt. Capul este mare în raport cu corpul, au ochii mari bine dezvoltați, gâtul scurt și musculos. Păsările au un cioc ascuțit puternic, partea superioară a ciocului este mai lungă și încovoiată în jos. Picioarele păsărilor răpitoare sunt puternice cu degete prevăzute cu gheare lungi, încovoiate și ascuțite. Aripile păsărilor sunt bine dezvoltate, cu pene lungi care le permite o planare în zbor pe timp îndelungat.

## Organele de simț
Organele de simț cel mai bine dezvoltate la aceste specii sunt văzul și auzul. Păsările au în ochi pe retină două pete galbene (fovea centralis) care le asigură o vedere binoculară clară la distanțe mari. Comparat cu vederea omului, o pasăre răpitoare are văzul de 4 ori mai bun. Păsările pot deosebi și culorile. În falconerie sunt folosiți predominant șoimii.

## Hrana, răspândire
Cele mai multe specii sunt carnivore, prada la unele din ele fiind cadavre (vulturii pleșuvi). Păsările răpitoare se pot întâlni cu excepția Antarcticii pe toate continentele lumii. În Europa, speciile mai răspândite sunt Aquila chrysaetos, Falco tinnunculus și Buteo buteo,(buteo jamaicensiis) și (parabuteo unicictus).